# Oberhofen im Inntal
Oberhofen im Inntal är en ort och kommun i distriktet Innsbruck-Land i förbundslandet Tyrolen i Österrike. Kommunen har 1 924 invånare (2024). Den ligger 21 km väster om Tyrolens huvudstad Innsbruck. Området var tidigare en del av kommunen Pfaffenhofen innan det blev en egen kommun 1786.